# Elezioni parlamentari in Austria del 2006
Le elezioni parlamentari in Austria del 2006 si tennero il 1º ottobre per il rinnovo del Nationalrat, il Consiglio nazionale.
In seguito all'esito elettorale, Alfred Gusenbauer, esponente del Partito Socialdemocratico d'Austria, divenne Cancelliere, nell'ambito di un governo di  grande coalizione col Partito Popolare Austriaco.

## Risultati
| Liste                               | Voti      | %     | Seggi |
| ----------------------------------- | --------- | ----- | ----- |
| Partito Socialdemocratico d'Austria | 1 663 986 | 35,34 | 68    |
| Partito Popolare Austriaco          | 1 616 493 | 34,33 | 66    |
| I Verdi                             | 520 130   | 11,05 | 21    |
| Partito della Libertà Austriaco     | 519 598   | 11,04 | 21    |
| Alleanza per il Futuro dell'Austria | 193 539   | 4,11  | 7     |
| Lista Martin                        | 131 688   | 2,80  | –     |
| Partito Comunista d'Austria         | 47 578    | 1,01  | –     |
| Alleanza Austria Libera Neutrale    | 10 594    | 0,23  | –     |
| Partito della Sinistra Socialista   | 2 257     | 0,05  | –     |
| Sicuro-Assoluto-Indipendente        | 1 514     | 0,03  | –     |
| Iniziativa 2000                     | 592       | 0,01  | –     |
| Lista Stark                         | 312       | 0,01  | –     |
| Totale                              | 4 708 281 | 100   | 183   |

| Riepilogo dei voti (+/- elezioni 2002)  | Riepilogo dei voti (+/- elezioni 2002) | Riepilogo dei voti (+/- elezioni 2002) | Riepilogo dei voti (+/- elezioni 2002) | Riepilogo dei voti (+/- elezioni 2002) | Riepilogo dei voti (+/- elezioni 2002) | Riepilogo dei voti (+/- elezioni 2002) |
| --------------------------------------- | -------------------------------------- | -------------------------------------- | -------------------------------------- | -------------------------------------- | -------------------------------------- | -------------------------------------- |
| Partito Socialdemocratico d'Austria     | Partito Socialdemocratico d'Austria    | Partito Socialdemocratico d'Austria    |                                        |                                        | 35,34%                                 | ▼ 6,08                                 |
| Partito Popolare Austriaco              | Partito Popolare Austriaco             | Partito Popolare Austriaco             |                                        |                                        | 34,33%                                 | ▼ 8,35                                 |
| I Verdi                                 | I Verdi                                | I Verdi                                |                                        |                                        | 11,05%                                 | ▼ 0,62                                 |
| Partito della Libertà Austriaco         | Partito della Libertà Austriaco        | Partito della Libertà Austriaco        |                                        |                                        | 11,04%                                 | ▲ 6,50                                 |
| Alleanza per il Futuro dell'Austria     | Alleanza per il Futuro dell'Austria    | Alleanza per il Futuro dell'Austria    |                                        |                                        | 4,11%                                  | ▼ 6,59                                 |
| Partito Comunista d'Austria             | Partito Comunista d'Austria            | Partito Comunista d'Austria            |                                        |                                        | 1,01%                                  | ▲ 0,45                                 |
| Altri <1,00%                            | Altri <1,00%                           | Altri <1,00%                           |                                        |                                        | 0,32%                                  | ▼ 1,39                                 |
| Riepilogo dei seggi (+/- elezioni 2002) |                                        |                                        |                                        |                                        |                                        |                                        |
|                                         |                                        |                                        |                                        |                                        |                                        |                                        |
| SPÖ                                     | 68                                     | ▼ 1                                    |                                        | Die Grünen                             | 21                                     | ▲ 4                                    |
| ÖVP                                     | 66                                     | ▼ 15                                   |                                        | BZÖ                                    | 7                                      | ▲ 7                                    |
| FPÖ                                     | 21                                     | ▲ 3                                    |                                        |                                        |                                        |                                        |